# Sonnensee (Magdeburg)
Der Sonnensee ist ein kleiner See in Magdeburg auf dem Gebiet des Stadtteils Randau-Calenberge.
Der See liegt östlich der Elbe, ungefähr im Gebiet des Kapitelwerders. Er erstreckt sich langgezogen von Nordwesten nach Südosten über etwa 300 Meter; seine Breite beträgt nur ungefähr 20 Meter. Der nördliche, bei niedrigen Wasserständen nicht mit dem Südteil verbundene Abschnitt ist von Bäumen umsäumt. Östlich des Sees liegt der von der Fähre Westerhüsen nach Randau-Calenberge durch die Elbwiesen verlaufende Rad- und Fußweg. Der Sonnensee befindet sich im Überflutungsbereich der Elbe und wird bei Hochwasser häufig überflutet. Das direkte Umfeld des Sees dient als Weide.
Es wird spekuliert, dass der Sonnensee oder die weiter nördlich gelegenen Jägerkolke der Ort seien könnten, in dem der Sage von Wiesenwärters Marie nach ein junger Förster ertrank.